# Irena Maříková
Irena Maříková (* 26. března 1976) je česká lékařka a politička, ředitelka Institutu postgraduálního vzdělávání ve zdravotnictví, členka politické strany TOP 09, kandidátka na starostku městské části Praha 6 v komunálních volbách 2022.
Po absolvování lékařské fakulty UK se vydala na dráhu progresivního oboru nukleární medicíny. Působila a vybudovala vlastní oddělení nukleární medicíny v Nemocnici ve Vysočanech, nemocnici Na Bulovce a následně i v Ústřední vojenské nemocnici, které vedla více než 10 let. Působí jako ředitelka Institutu postgraduálního vzdělávání ve zdravotnictví a lékařka a odborná asistentka Ústavu nukleární medicíny 1. LF UK a Všeobecné fakultní nemocnice. Zároveň dokončuje doktorandské studium se zaměřením na využití metod nukleární medicíny v učení umělé inteligence ve spolupráci se Sorbonne Université.
Dříve působila také na Ministerstvu zdravotnictví v rámci postgraduálního vzdělávání lékařů a ověřování odborné a jazykové připravenosti zahraničních lékařů.
Od roku 2013 spolupracuje v oblasti zdravotnictví a sociální péče s městskou částí Praha 6, kde je členkou několika odborných komisí a spolupracovala na přípravě několika projektů v oblasti sociální péče.